# ماتياس أسكيو
ماتياس أسكيو (بالإنجليزية: Matthias Askew)‏ هو لاعب كرة قدم أمريكية أمريكي، ولد في 1 يوليو 1982.

## وصلات خارجية
- ماتياس أسكيو على موقع مرجع كرة القدم المحترفة.كوم (الإنجليزية)